# Dul Calaça
Dul Calaça (Ďu'l-Ḫalasa) é um deus-adivinho cultuado na Arábia pré-islâmica. A forma em que é representado nos cultos é como uma pedra branca.